# Wöbbeking
Wöbbeking ist ein deutscher Familienname.

## Herkunft
Die Bedeutung bzw. die Herkunft des Namens Wöbbeking ist unbekannt, sein Ballungsraum liegt in der Region Hannover und im Landkreis Schaumburg. 1650 ist in Pollhagen ein Herman Wobbeking überliefert, um 1400 ist in Meerbeck bei Pollhagen ein Beneke Wobbeking zu finden, der wahrscheinlich mit dem Herman Wobbeking etwas zu tun hat, da sich das Dorf Pollhagen erst um 1410 aus dem Mutterort Meerbeck gebildet hat.

## Bekannte Namensträger
- Albert Karl Hermann Wöbbeking (1879–1956), deutscher Maler und Grafiker, tätig in Hannover und Hamburg
- Emmi Wöbbeking (* 1900), deutsche Operettensängerin
- Friedrich Wöbbeking (1835–1919), deutscher Musiker, Königlicher Kammermusiker und Tubist
- Hermann Wöbbeking (Albert Karl Hermann Wöbbeking; 1879–1956), deutscher Maler, Illustrator, Werbegrafiker und Plakatkünstler
- Horst Wöbbeking (* 1938), deutscher Fotograf